# Traulitonkinacris bifurcatus
Traulitonkinacris bifurcatus är en insektsart som beskrevs av You, Q. och D. Bi 1983. Traulitonkinacris bifurcatus ingår i släktet Traulitonkinacris och familjen gräshoppor. Inga underarter finns listade i Catalogue of Life.